# Dory Previn
Dory Previn, geborene Dorothy Veronica Langan (* 22. Oktober 1925 in Rahway, New Jersey; † 14. Februar 2012 in Weymouth, Massachusetts) war eine US-amerikanische Schriftstellerin und Singer-Songwriterin.

## Leben
Dory Previn wuchs als älteste Tochter einer irischstämmigen Familie in schwierigen Verhältnissen auf. Der zeitweise paranoide Vater sperrte seine Frau und Kinder monatelang im Haus ein. Nach der Highschool besuchte sie ein Jahr lang die American Academy of Dramatic Arts, musste sie aber aus Geldmangel verlassen. Sie schlug sich mit Gelegenheitsjobs durch, trat in Chorus Lines als Sängerin und Tänzerin auf und begann, eigene Songs zu schreiben. Ihre erste Ehe wurde bald wieder geschieden.
Eine zufällige Begegnung mit Arthur Freed verhalf ihr zu einer Anstellung als Songschreiberin bei Metro-Goldwyn-Mayer. Dort traf sie André Previn und spielte 1958 mit ihm und dem Gitarristen Kenny Burrell ihre erste Platte mit eigenen Songs ein. 1959 heiratete sie Previn und schrieb mit ihm zusammen eine Reihe von Songs für Filme und für andere Interpreten. 1970 verließ ihr Mann sie für die junge Mia Farrow. Sie drückte ihren Schmerz darüber besonders im Song Beware of Young Girls aus. In den folgenden sechs Jahren veröffentlichte sie sechs Studioalben, ein Live-Album und einen TV-Film, Third Girl From The Left. 1976 erschien die erste ihrer beiden Autobiografien, 1980 die zweite.
1983 heiratete sie den kanadischen Maler und Schauspieler Joby Baker (* 1934). 1988 trat sie in Dublin und London ein letztes Mal auf. 1997 schrieb sie, erneut mit Andre Previn, ein Stück für Sopran und Orchester mit dem Titel The Magic Number.
Nach mehreren Schlaganfällen starb sie im Alter von 86 Jahren auf ihrer Farm.

## Diskografie
- The Leprechauns Are Upon Me (1958, als Dory Langdon)
- The Faraway Part of Town (1960, als Dory Langdon)
- On My Way to Where (1970)
- Mythical Kings and Iguanas (1971)
- Reflections in a Mud Puddle / Taps Tremors and Time Steps (1971)
- Mary C. Brown and the Hollywood Sign (1972)
- Live at Carnegie Hall (1973)
- Dory Previn (1974)
- We’re Children of Coincidence and Harpo Marx (1976)
- One A.M. Phonecalls (1977, Compilation)
- In Search of Mythical Kings: The U.A. Years (1993, Compilation)
- Planet Blue (2002, nur als Download verfügbar)
- The Art of Dory Previn (2008, Compilation)

## Bücher
- On My Way to Where, 1971, ISBN 0-8415-0120-3.
- Midnight Baby. An Autobiography, 1976, ISBN 0-02-599000-4. Auf Deutsch mit gleichlautendem Titel: Kellner, Hamburg 1992, ISBN 3-927623-19-9.
- Bog-Trotter. An Autobiography with Lyrics, 1980, ISBN 0-385-14708-2.
- The Dory Previn Songbook, 1995, ISBN 0-7935-3990-0.